# Neofidonia signata
Neofidonia signata är en fjärilsart som beskrevs av Paul Dognin 1909. Neofidonia signata ingår i släktet Neofidonia och familjen mätare. Inga underarter finns listade i Catalogue of Life.